# 上海佘山国家旅游度假区
上海佘山国家旅游度假区是中華人民共和國上海市松江區的一個旅遊度假區，也是該國面積最大的國家旅遊渡假區。规划面积64.08平方公里，核心区面积10.88平方公里。成立於1995年6月13日。度假區內有东西佘山、凤凰山、天马山、月湖、上海辰山植物园、佘山国家森林公园、上海欢乐谷、上海玛雅海滩水上公园、广富林文化遗址公园、上海天马山世茂深坑酒店等景點。度假區內主要道路有沈砖公路、泗陈公路、人民路、龙源路、辰塔路、外青松公路等。

## 外部連結
- 官方网站